# Centopagine
«Centopagine» è stata una collana editoriale diretta da Italo Calvino e pubblicata da Einaudi dal settembre 1971 al marzo 1985, all'inizio con uscite regolari mensili e poi con qualche intervallo sporadico, specialmente dal 1983, coincidente con la crisi della casa editrice.

Il pieghevole di presentazione della collana, scritto da Calvino stesso e incluso nei primi quattro titoli del 1971, spiega il criterio di scelta dei singoli titoli: 
«"Centopagine" è una nuova collezione Einaudi di grandi narratori d'ogni tempo e d'ogni paese, presentati non nelle loro opere monumentali, non nei romanzi di vasto impianto, ma in testi che appartengono a un genere non meno illustre e nient'affatto minore: il "romanzo breve" o il "racconto lungo" che si basa sulla lunghezza, da non prendersi alla lettera, di 100 pagine, atte a facilitare la lettura nelle "giornate meno distese della nostra vita quotidiana", e soprattutto la "sostanza", ossia nel segno di aperture per ulteriori esplorazioni di grandi autori attraverso opere di minore impegno, curiosità di qualche inedito. [...] L'impostazione della collana non vuole essere affatto preziosa, di trouvailles curiose o di indicazioni di gusto, ma al contrario vuole rispondere a un fondamentale bisogno di "materie prime"». 
Solo 17 dei 77 titoli di «Centopagine» furono recuperati da altre collane Einaudi, confermando il carattere autonomo che Calvino impostò per la collezione. Ci furono traduzioni di opere mai pubblicate in Italia.
Il periodo che prevale è quello dell'Ottocento, con nuove note introduttive in gran parte scritte appositamente da critici e scrittori italiani, e precisamente: 46 titoli sono della seconda metà dell'Ottocento, 14 della prima metà, 7 del Novecento, 6 del Settecento, 2 del Cinquecento e 2 del Seicento.
La grafica della prima di copertina fu simile ma non identica: in alto, il nome e cognome dell'autore su fondo di vario colore, poi una striscia con fregi di vario tipo, quindi il titolo dell'opera su fondo di vario colore diverso dal precedente e di differente altezza, al di sotto in piccolo il nome della collana col numero del volume e l'editore, il resto della copertina (più o meno metà) bianco.

## Volumi pubblicati
1971
- 1. Iginio Ugo Tarchetti, Fosca, nota introduttiva di Folco Portinari
- 2. Lev Tolstoj, La sonata a Kreutzer, nota introduttiva di Vittorio Strada, trad. di Leone Ginzburg
- 3. Guy de Maupassant, Pierre e Jean, nota introduttiva di Italo Calvino, trad. di Gioia Zannino Angiolillo
- 4. Fëdor Dostoevskij, Le notti bianche, nota introduttiva di Angelo Maria Ripellino, trad. di Vittoria de Gavardo
- 5. Henry James, Daisy Miller, nota introduttiva di Italo Calvino, trad. di Francesco Mei
- 6. Edmondo De Amicis, Amore e ginnastica, nota introduttiva di Italo Calvino
- 7. Joseph Conrad, La linea d'ombra, nota introduttiva di Cesare Pavese, trad. di Maria Jesi
- 8. Joseph von Eichendorff, Storia di un fannullone, nota introduttiva di Cesare Cases, trad. di Ugo Natoli

1972
- 9. Denis Diderot, La monaca, nota introduttiva di Franco Cordero, trad. di Carlo Borelli
- 10. Herman Melville, Benito Cereno, nota introduttiva e trad. di Cesare Pavese
- 11. Aleksandr Puškin, La figlia del capitano, nota introduttiva di Leone Ginzburg, trad. di Alfredo Polledro
- 12. Mark Twain, L'uomo che corruppe Hadleyburg, nota introduttiva di Italo Calvino, trad. di Bruno Fonzi
- 13. Anton Čechov, Reparto n. 6, nota introduttiva di Vittorio Strada, trad. di Agostino Villa
- 14. Stendhal, La badessa di Castro, nota introduttiva e trad. di Pietro Paolo Trompeo
- 15. Ludwig Achim von Arnim, Isabella d'Egitto, nota introduttiva di Claudio Magris, trad. di Rosa Spaini
- 16. Achille Giovanni Cagna, Alpinisti ciabattoni, nota introduttiva di Lorenzo Mondo, nota linguistica di Corrado Grassi
- 17. Carlo Dossi, L'Altrieri. Nero su bianco, nota introduttiva di Dante Isella
- 18. Thomas Nashe, Il viaggiatore sfortunato, nota introduttiva e trad. di Antonio Sarzotti
- 19. Gaetano Carlo Chelli, L'eredità Ferramonti, nota introduttiva di Roberto Bigazzi
- 20. Lazarillo de Tormes, a cura di Oreste Macrì, nota introduttiva e trad. di Vittorio Bodini

1973
- 21. Honoré de Balzac, Ferragus, nota introduttiva di Italo Calvino, trad. di Clara Lusignoli
- 22. Ernst Theodor Amadeus Hoffmann, La principessa Brambilla, nota introduttiva di Claudio Magris, trad. di Alberto Spaini
- 23. Marchesa Colombi, Un matrimonio in provincia, nota introduttiva di Natalia Ginzburg
- 24. Robert Louis Stevenson, Il padiglione delle dune, nota introduttiva di Italo Calvino, trad. di Ninì Agosti Castellani
- 25. Thomas de Quincey, Confessioni di un oppiomane, nota introduttiva e trad. di Filippo Donini
- 26. Angelo Costantini, La vita di Scaramuccia, nota introduttiva di Guido Davico Bonino, trad. di Mario Bonfantini
- 27. William Beckford, Vathek, nota introduttiva di Alberto Moravia, trad. di Giaime Pintor
- 28. Lev Tolstoj, Due ussari, nota introduttiva di Italo Calvino, trad. di Agostino Villa
- 29. Madame de La Fayette, La principessa di Clèves, nota introduttiva e trad. di Maria Ortiz
- 30. Joseph Conrad, Cuore di tenebra, nota introduttiva di Giuseppe Sertoli, trad. di Alberto Rossi

1974
- 31. Voltaire, Zadig, nota introduttiva di Franco Ferrucci, trad. di Tino Richelmy
- 32. Charles Sealsfield, La prateria del Giacinto, nota introduttiva di Claudio Magris, trad. di Alberto Spaini
- 33. Robert Louis Stevenson, Olalla, nota introduttiva di Giorgio Manganelli, trad. di Aldo Camerino
- 34. Fëdor Dostoevskij, Il sogno dello zio, nota introduttiva di Angelo Maria Ripellino, trad. di Alfredo Polledro

1975
- 35. Édouard Dujardin, I lauri senza fronde, nota introduttiva e trad. di Nicoletta Neri
- 36. Guido Nobili, Memorie lontane, nota introduttiva di Geno Pampaloni
- 37. Friedrich de la Motte Fouqué, Ondina, nota introduttiva e trad. di Lelio Cremonte
- 38. Nyta Jasmar, Ricordi di una telegrafista, nota introduttiva di Giulio Ungarelli
- 39. Giovanni Boine, Il peccato, a cura di Giulio Ungarelli

1976
- 40. Henry James, Il riflettore, nota introduttiva di Sergio Perosa, trad. di Mario Manzari
- 41. Ambrose Bierce, Storie di soldati, nota introduttiva di Francesco Binni, trad. di Antonio Meo
- 42. Neera, Teresa, nota introduttiva di Luigi Baldacci
- 43. Giovanni Cena, Gli Ammonitori, a cura di Folco Portinari
- 44. Carlo Dossi, Vita di Alberto Pisani, nota introduttiva di Alberto Arbasino
- 45. William Butler Yeats, Rosa alchemica, nota introduttiva e trad. di Renato Oliva

1977
- 46. Kate Chopin, Il risveglio, nota introduttiva e traduzione di Erina Siciliani
- 47. Remigio Zena, Confessione postuma: quattro storie dell'altro mondo, a cura di Alessandra Briganti
- 48. Hans Jakob Christoffel von Grimmelshausen, Vita dell'arcitruffatrice e vagabonda Coraggio, nota introduttiva di Italo Michele Battafarano, trad. di Italo Michele Battafarano e Hildegard Eilert
- 49. Emilio Praga, Memorie del presbiterio: scene di provincia, a cura di Giuseppe Zaccaria
- 50. Honoré de Balzac, La ragazza dagli occhi d'oro, nota introduttiva di Giancarlo Marmori, trad. di Paola Masino
- 51. Prosper Mérimée, Carmen e altri racconti, nota introduttiva di Pietro Paolo Trompeo, trad. di Sandro Penna

1978
- 52. Nikolaj Leskov, Il viaggiatore incantato, con un saggio di Walter Benjamin, trad. di Tommaso Landolfi
- 53. Henry James, Il carteggio Aspern, introduzione di Claudio Gorlier, trad. di Maria Luisa Agosti Castellani
- 54. Nikolaj Gogol', Le veglie alla fattoria di Dikanka, nota introduttiva di Vittorio Strada, trad. di Giovanni Langella
- 55. Luigi Pirandello, Il turno, introduzione di Leonardo Sciascia

1979
- 56. Ernst Theodor Amadeus Hoffmann, Gli elisir del diavolo, saggio introduttivo di Claudio Magris, trad. di Carlo Pinelli
- 57. Enrico Pea, Moscardino. Il servitore del diavolo. Il volto santo, a cura di Marcello Ciccuto, introduzione di Silvio Guarnieri
- 58. Denis Diderot, Jacques il fatalista e il suo padrone, a cura di Michele Rago, trad. di Glauco Natoli
- 59. Herculine Barbin, Herculine Barbin, detta Alexina B.: Una strana confessione: memorie di un ermafrodito, presentate da Michel Foucault, nota introduttiva e trad. di Brunella Schisa

1980
- 60. Anatole France, La rosticceria della Regina Pédauque, introduzione di Emilio Faccioli, trad. di Anna Maria Salvatorelli
- 61. Charles Baudelaire, La Fanfarlo, nota introduttiva e trad. di Anita Tatone Marino
- 62. Gustave Flaubert, Tre racconti, nota introduttiva e trad. di Lalla Romano
- 63. Giuseppe Torelli, Emiliano, a cura di Maria Patrucco Rustico, nota introduttiva di Marziano Guglielminetti
- 64. Fëdor Dostoevskij, Memorie del sottosuolo, nota introduttiva di Leone Ginzburg, trad. di Alfredo Polledro

1981
- 65. Laurence Sterne, Un romanzo politico, nota introduttiva di Giorgio Melchiori, trad. di Giuseppe Martelli
- 66. Carlo Dossi, La desinenza in A, a cura di Dante Isella
- 67. Honoré de Balzac, I piccoli borghesi, nota introduttiva di Italo Calvino, trad. di Luciano Tamburini
- 68. Fëdor Dostoevskij, L'eterno marito, introduzione di Alberto Moravia, trad. di Clara Coisson

1982
- 69. Fëdor Dostoevskij, Il giocatore, nota introduttiva di Leone Ginzburg, trad. di Bruno Del Re
- 70. William Butler Yeats, John Sherman. Dhoya, introduzione di Pietro De Logu, trad. e note di Dario Calimani
- 71. Théophile Gautier, Spirite: novella fantastica, nota introduttiva e trad. di Franca Zanelli Quarantini
- 72. Antoine François Prévost, Storia del cavaliere des Grieux e di Manon Lescaut, nota introduttiva di Gian Carlo Roscioni, trad. di Maria Ortiz

1983
- 73. Henry James, Una vita londinese, nota introduttiva di Sergio Perosa, trad. di Marilla Battilana
- 74. Federigo Tozzi, Con gli occhi chiusi, nota introduttiva di Luigi Baldacci

1984
- 75. Henry James, La fonte sacra, nota introduttiva e trad. di Sergio Perosa

1985
- 76. Theodor Fontane, Schach von Wuthenow, nota introduttiva di Cesare Cases, trad. di Maria Teresa Mandalari
- 77. Algernon Swinburne, Un anno di lettere, nota introduttiva e trad. di Masolino D'Amico